# Inkhundla Sigwe
L'Inkhundla Sigwe è uno dei quattordici tinkhundla del distretto di Shiselweni, nell'eSwatini.

## Geografia antropica

### Suddivisioni amministrative
L'Inkhundla è suddiviso nei 4 seguenti imiphakatsi: Empini, Kankhomonye, Lindizwa, Lulakeni.